# Wolfram König
Wolfram König (* 26. Januar 1958 in Lübeck) ist ein deutscher Diplom-Ingenieur für Architektur und Stadtentwicklung. Er war von 2016 bis 2024 Präsident des Bundesamtes für die Sicherheit der nuklearen Entsorgung (BASE). Zuvor war er von 1999 bis 2017 Präsident des Bundesamtes für Strahlenschutz (BfS) und von 1994 bis 1998 Staatssekretär für Umwelt in Sachsen-Anhalt.

## Leben
An der Gesamthochschule Kassel (heute Universität Kassel) machte Wolfram König seinen Abschluss als Diplom-Ingenieur (Fachrichtung Architektur und Stadtentwicklung). Von 1984 bis 1987 war König Geschäftsführer eines Umweltplanungsbüros und von 1987 bis 1992 stellvertretender Geschäftsführer des Wissenschaftlichen Zentrums »Mensch-Umwelt-Technik« an der Universität Kassel. Von 1992 bis 1994 leitete er die Stabsstelle beim Regierungspräsidenten Hannover. In Sachsen-Anhalt war er von 1994 bis 1998 Staatssekretär im Umweltministerium unter der rot-grünen Landesregierung und betrieb dort die Schließung des Endlager Morsleben, einem schon zu DDR-Zeiten betriebenen Endlager für atomare Abfälle. Von 1995 bis 1998 nahm König die Aufgabe des Sonderbeauftragten der Landesregierung von Sachsen-Anhalt zur Entsorgung von Sonderabfällen wahr.
Von 1998 bis 1999 lehrte König als Professor an der Universität Kassel.
Im März 1999 wurde König von der Bundesregierung als Präsident zum Bundesamt für Strahlenschutz berufen. Das Bundesamt ist die für den Strahlenschutz zuständige deutsche Bundesbehörde und untersteht dem Bundesministerium für Umwelt, Naturschutz und nukleare Sicherheit (BMU).
2001 erklärte das Bundesamt für Strahlenschutz, dass künftig keine weiteren radioaktiven Abfälle in Morsleben eingelagert würden. König ließ das Endlager Morsleben von 2003 bis 2011 vorsorglich stabilisieren.
In den Jahren 2002 und 2003 leitete er die Expertenkommission im Auftrag des Deutschen Bundestages zur Frage der Gefährdung durch Strahlung in früheren Radareinrichtungen der Bundeswehr und der NVA (Radarkommission).
Ende 2007 veröffentlichte das Bundesamt für Strahlenschutz eine Studie, die den Zusammenhang zwischen der Nähe des Wohnortes zu einem Kernkraftwerk und dem Risiko, an Krebs zu erkranken, untersuchte.
Am 1. Januar 2009 wurde dem Bundesamt für Strahlenschutz von der Bundesregierung der Betrieb für die Schachtanlage Asse übertragen, nachdem dem früheren Betreiber vorgeworfen worden war, die Aufsichtsbehörden unzureichend informiert zu haben.
2013 einigten sich die von CDU, CSU und FDP geführte Bundesregierung und die Oppositionsparteien SPD und Bündnis 90/Die Grünen in einem Standortauswahlgesetz auf eine neue Endlagersuche. Das Bundesamt für Strahlenschutz sollte die Suche koordinieren, ein neues Bundesamt für kerntechnische Entsorgung den Suchprozess wissenschaftlich begleiten.
Im November 2014 schlug König bei einer Anhörung der Kommission Lagerung hoch radioaktiver Abfallstoffe eine Neuorganisation des Entsorgungsbereiches vor. Teile des von König geleiteten Bundesamtes sowie die mit dem Bau von Endlagern beauftragten Unternehmen DBE mbH und die Asse GmbH sollten in einem neuen staatlichen Unternehmen zusammengeführt werden, das Endlager bauen und die Suche durchführen sollte. Aufsicht und Genehmigung sollten vom Bundesamt für kerntechnische Entsorgung übernommen werden. Als Begründung nannte König, Doppelstrukturen müssten abgebaut und transparentere Strukturen geschaffen werden, um die neue Endlagersuche realisieren zu können. Die Kommission Lagerung hoch radioaktiver Abfallstoffe schloss sich nach eigenen Beratungen über das Gesetz dem Vorschlag am 2. März 2015 weitgehend an. Umweltministerin Barbara Hendricks kündigte bei einer Anhörung in der Kommission im Dezember 2015 die Umsetzung einer Neuorganisation ab 2016 an. Die Neuorganisation wurde am 23. Juni 2016 mit dem „Gesetz zur Änderung des Standortauswahlgesetzes“ vom Bundestag beschlossen. Am 3. August 2016 wurde Wolfram König zum Präsidenten des Bundesamtes für kerntechnische Entsorgungssicherheit berufen. Für eine Übergangsphase, also bis zur Ernennung der neuen BfS-Präsidentin Inge Paulini am 26. April 2017, führte König das Amt als Präsident des Bundesamtes für Strahlenschutz parallel fort. König ging Ende Januar 2024 in den Ruhestand. Ihm folgte Christian Kühn nach.

## Kritik
Die Ernennung eines Kernenergiekritikers zum Präsidenten des Strahlenschutz-Amtes als Nachfolger des pensionierten Biophysikers Alexander Kaul wurde vor allem von Opposition und Kernkraftbefürwortern kritisiert. Die FAZ kritisierte, dass aus parteipolitischen Gründen ein ausgewiesener Experte durch einen Fachfremden ersetzt worden sei. Ein Gutachten des Wissenschaftsrats empfahl 2006, dass „Kandidaten für die Amtspitze zukünftig nur bei ausreichenden wissenschaftlichen Erfahrungen berufen werden (sollten)“. Die Frankfurter Rundschau urteilte dagegen, König habe „aus dem wirtschaftsnahen Amt eine unabhängige Behörde“ gemacht und die „kernkraftfreundliche Behörde neutralisiert“. So genehmigte er einerseits trotz des Widerstandes von Atomkraftgegnern Castortransporte aus der Wiederaufarbeitung in Frankreich nach Gorleben, sprach sich andererseits frühzeitig für eine Prüfung alternativer Endlager-Standorte anstatt Gorleben als einzigen Standort aus.
König blieb auch unter den nachfolgenden Regierungen, ohne bündnisgrüne Regierungsbeteiligung, im Amt und auch die zunächst kritische FAZ lobte im Zusammenhang der Aufarbeitung von Skandalen und Pannen rund um das Atommülllager Asse seine „Fähigkeit, schwierige Themen eingängig darzulegen“ und „vermeintliche Kritiker einzubinden“. Der Wissenschaftsrat stellte dem Bundesamt für Strahlenschutz bei einer erneuten Untersuchung im Jahr 2014 „überwiegend gute bis sehr gute Forschungs-, Service- und Beratungsleistungen“ aus. Als sein Hauptkritiker gilt der Anfang 2014 in den Ruhestand versetzte Abteilungsleiter Reaktorsicherheit im Bundesumweltministerium Gerald Hennenhöfer, dessen Anweisung, weiter Atommüll in Morsleben einzulagern, König damals gegen seine Überzeugung umsetzen musste.